# 要町 (豐島區)
要町（日语：／ Kanamechō */?）是東京都豐島區的町名。現行行政地名為要町一丁目至要町三丁目。

## 地理
要町鄰接同區西池袋、池袋、高松、千川、千早與板橋區向原。貫穿要町的要町通下有東京地下鐵有樂町線與副都心線通過。另外，山手通上有首都高速中央環狀新宿線通過，並在要町一丁目與要町通交會。要町通因有賓士、BMW、奧迪直營店，有「外車通」之稱。

## 歷史
1926年，東京府北豐島郡長崎町成立。1932年編入東京市，高田町、巢鴨町、西巢鴨町、長崎町合併成立豐島區。1939年，町名改為要町。

### 地名由來
本地大約位於舊長崎町中央地帶，其位置猶如扇的「要」，因而得名。

## 交通

### 鐵道
- 東京地下鐵千川站（○副都心線  ○有樂町線）
- 東京地下鐵要町站（○副都心線 ○有樂町線）

### 路線巴士
- 要町站（國際興業巴士（日语：国際興業バス））
  - 池02、池04、池05、其他系統 - 往池袋站西口
  - 池07系統 - 往陽光城南
  - 池02、池82系統 - 熊野町循環
  - 池03、池20、池21、池83系統 - 往池袋站西口
  - 池03、池83系統 - 要町循環
  - 池04、池84系統 - 中丸町循環
  - 池05、池85系統 - 往日大醫院
  - 池07系統 - 往江古田二又
  - 池10系統 - 往平和台站（深夜巴士）
  - 池11系統 - 往中野站北口（國際興業巴士，關東巴士）
  - 池20系統 - 往高島平操車場
  - 池21系統 - 往高島平站
- 要小學校（國際興業巴士）
  - 池02、池04、池05、池07、池82、池84、池85系統 - 往池袋站西口
  - 池03、池83系統 - 要町循環
  - 池05、池85系統 - 往日大醫院
  - 池07系統 - 往江古田二又
  - 池10系統 - 往平和台站（深夜巴士）
- 富士神社入口（國際興業巴士）
  - 池02、池04、池82、池84系統 - 行經要小學校往池袋站西口
  - 池03、池83系統 - 行經南町庚申通往池袋站西口（要町循環）
- 要町二丁目、要町三丁目、千川站（國際興業巴士）
  - 池05、池07、池85系統 - 往池袋站西口
  - 池05、池85系統 - 往日大醫院
  - 池07系統 - 往江古田二又
  - 池10系統 - 往平和台站（深夜巴士）

### 道路
- 首都高速中央環狀新宿線
- 要町通（東京都道441號池袋谷原線）
- 山手通（東京都道317號環狀六號線）
- 千川通（日语：東京都道439号椎名町上石神井線）（東京都道439號椎名町上石神井線）

## 設施

### 要町一丁目
- 豐島區西部保健福祉中心
- 要町幼稚園
- 要町醫院
- 豐島要町一郵便局
- 東京信用金庫（日语：東京信用金庫）要町支店
- 賓士西池袋
- 勇屋（いさみ屋）要町店（超市）
- 青山一品要町支店（廣東料理店）
- Freshness Burger要町店
- Jonathan's（日语：ジョナサン (ファミリーレストラン)）要町站前店
- PAPASU（ぱぱす）要町站前店（藥局）
- SEIMS（日语：富士薬品）（セイムス）要町店（藥局）
- BOOKOFF（日语：ブックオフコーポレーション）池袋要町店
- FamilyMart丸萬要町一丁目店
- LAWSON STORE 100（日语：ローソンストア100）池袋要町店

### 要町二丁目
- 豐島區立要小學校
- 池袋BMW
- AZA（エージーエーコーポレーション）本社
- Sunkus要町店、豐島要町2丁目店
- 第一勸業信用組合（日语：第一勧業信用組合）目白支店要町出張所ATM櫃台
- 粟島神社

### 要町三丁目
- 豐島體育館
- 豐島區立要町保育園
- 區民廣場千早
- 千川站前郵便局
- 三井住友銀行千川支店
- BIG築地（ビッグ築地） （页面存档备份，存于）（批發市場、超市）
- MaxValu（日语：MaxValu）千川店
- LIFE（日语：ライフコーポレーション）千川站前店
- Jonathan's（日语：ジョナサン (ファミリーレストラン)）千川站前店
- Fracasso千川店
- 摩斯漢堡要町店
- 松屋千川店
- 奧迪池袋

## 備註
1. ↑  住民基本台帳による年齢別人口（平成26年7月1日現在） 的存檔，存档日期2014-12-08.

## 外部連結
- 豐島區官方網站 （页面存档备份，存于）
- 東京都豐島區町會連合會